# Orgue Jean-Baptiste Micot de l'ancienne cathédrale Saint-Pons-de-Cimiez à Saint-Pons-de-Thomières
L’orgue Jean-Baptiste Micot de la cathédrale Saint-Pons de Saint-Pons-de-Thomières fait partie des « Sept merveilles organistiques de l'Hérault » avec les instruments:
- l’orgue Jean-François L’Epine-Joseph Merklin de la cathédrale Saint-Pierre de Montpellier,
- l'orgue Jean-Pierre Cavaillé de l'abbaye de Gellone à Saint-Guilhem-le-Désert,
- l'orgue Dom Bedos-Puget de la basilique Notre Dame des Tables de Montpellier,
- l'orgue Lépine-Cavaillé-Coll de la collégiale Saint Jean de Pézenas,
- l'orgue Poncher Puget de la cathédrale Saint-Nazaire de Béziers,
- l’orgue de la cathédrale Saint-Fulcran de Lodève.

Il est aussi un des trois orgues du XVIIIe siècle historiques de l'Hérault avec l’orgue Jean-Pierre Cavaillé à l'abbaye de Gellone de Saint-Guilhem-le-Désert et l’orgue Peyssy-Micot de l'église Notre-Dame-de-la-Barthe de Saint-Chinian.

## Historique
Construit en 1772 par les facteurs d’orgues Jean-Baptiste Micot père & fils, comme le prouve la signature apposée dans les layes du Grand-orgue et du Positif, il est un des deux instruments de ces organiers parvenus jusqu’à nous proches de leur état originel avec l’orgue Micot de l’ancienne cathédrale Saint-Sauveur-et-Saint-Pierre de Vabres-l'Abbaye en Aveyron. Au moment de la Révolution, Pierre Jacques Caussé, organiste et maître de musique de la cathédrale, est forcé d'abandonner son poste, mais l'orgue est épargné grâce à la municipalité. La modicité des finances et l’isolement de la paroisse lui évitent les mises au goût du jour du XIXe siècle hormis quelques travaux de maintenance et quelques modifications mineures et réversibles.
Ainsi en 1830 un dénommé Clavel change le dessus de la Voix humaine et ajoute un Hautbois.
En 1870 la manufacture Théodore Puget et Fils met l’orgue au ton moderne, change les claviers et installe une boîte expressive pour le Récit, mais ne change pas la composition initiale.
En 1963 Léopold Trosseille nettoie l’orgue et restaure le sommier du Positif.
En 1973, Alain Sals change le bloc des claviers et replace la cymbale retrouvée du Positif en la complétant des quelques tuyaux manquants.
De 1980 à 1982, Paul Manuel, puis Barthélémy Formentelli restaurent l’instrument dans son état primitif. Le travail fut très délicat, la tuyauterie étant attaquée par la « lèpre de l’étain », mais la majeure partie du matériel d’origine a été préservée.
L’orgue restauré est inauguré le 4 février 1983 par Francis Chapelet.
Désormais l’entretien est assuré par Michel Formentelli qui réalise en 2008 un grand relevage.
Jean Ribot, son titulaire depuis 1935, décédé en 2003, a été la cheville ouvrière de la conservation de cet orgue et à l’origine de la fondation en 1980 de l’Association des Amis de l’Orgue de St Pons.
En 1990 l'organiste Jean-Paul Lécot enregistre sur cet orgue des œuvres de Marc-Antoine Charpentier transcrites pour l'instrument, diapason a 392 (CD Forlane UCD 16611).

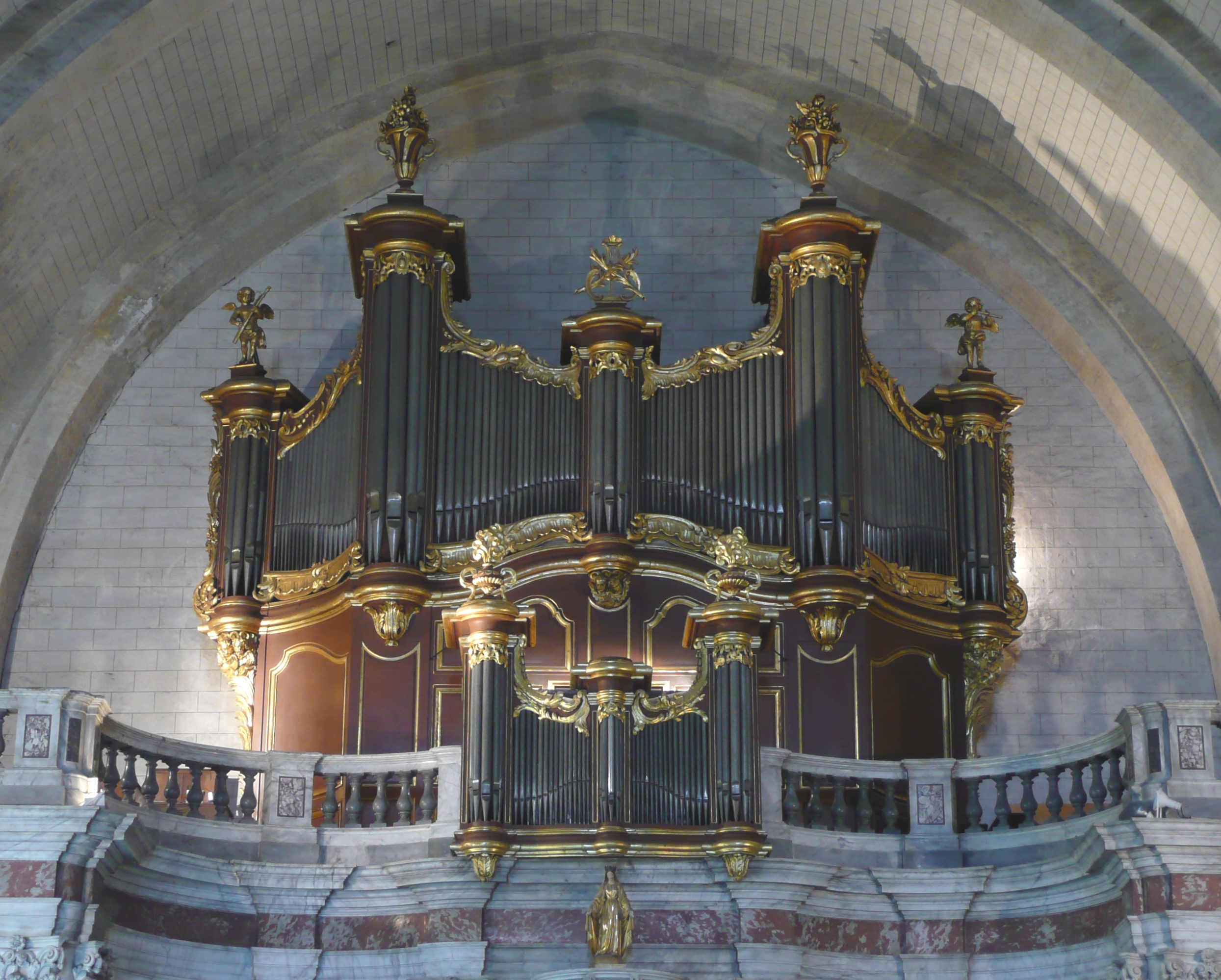
Vue d'ensemble de l'orgue
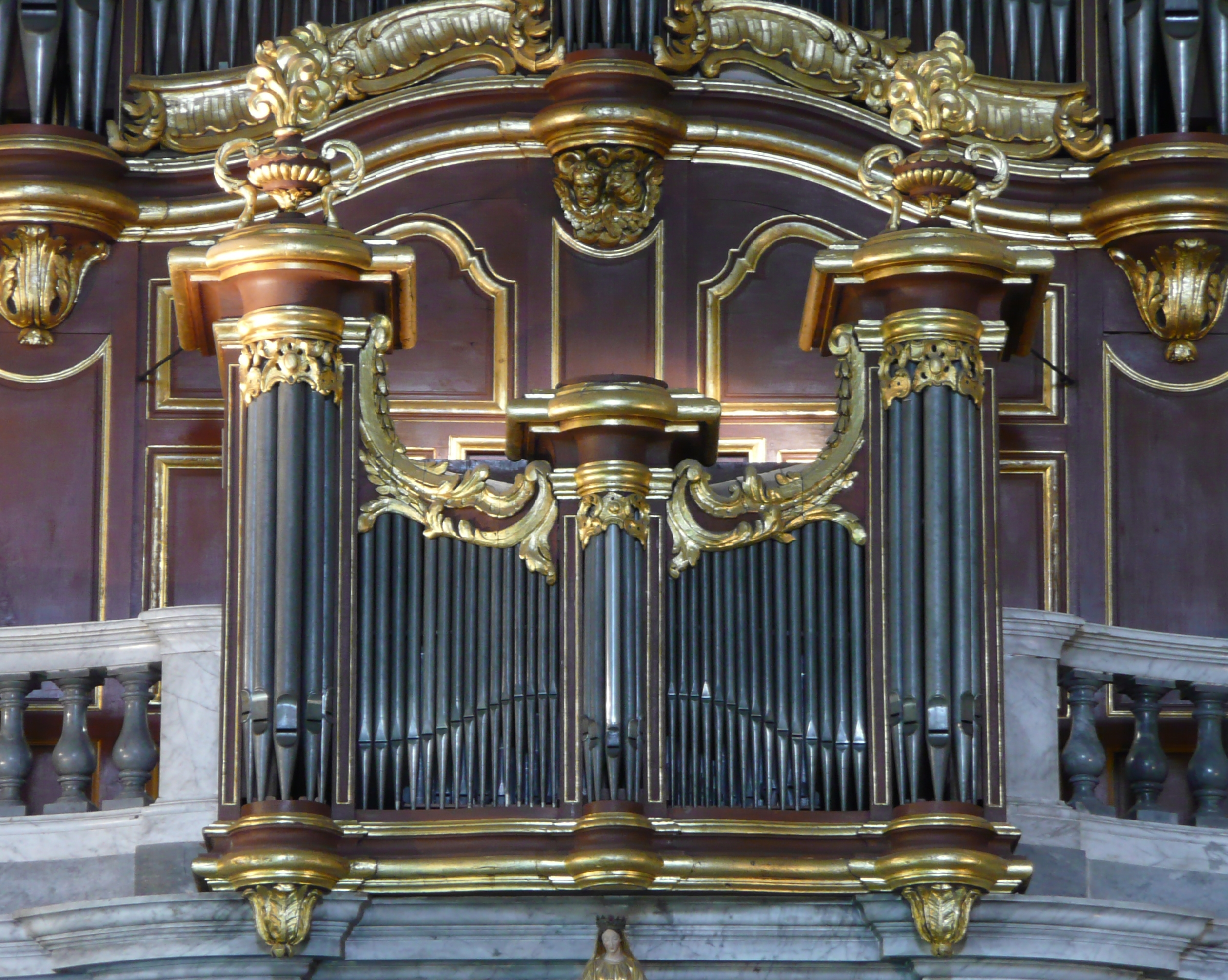
Positif dorsal
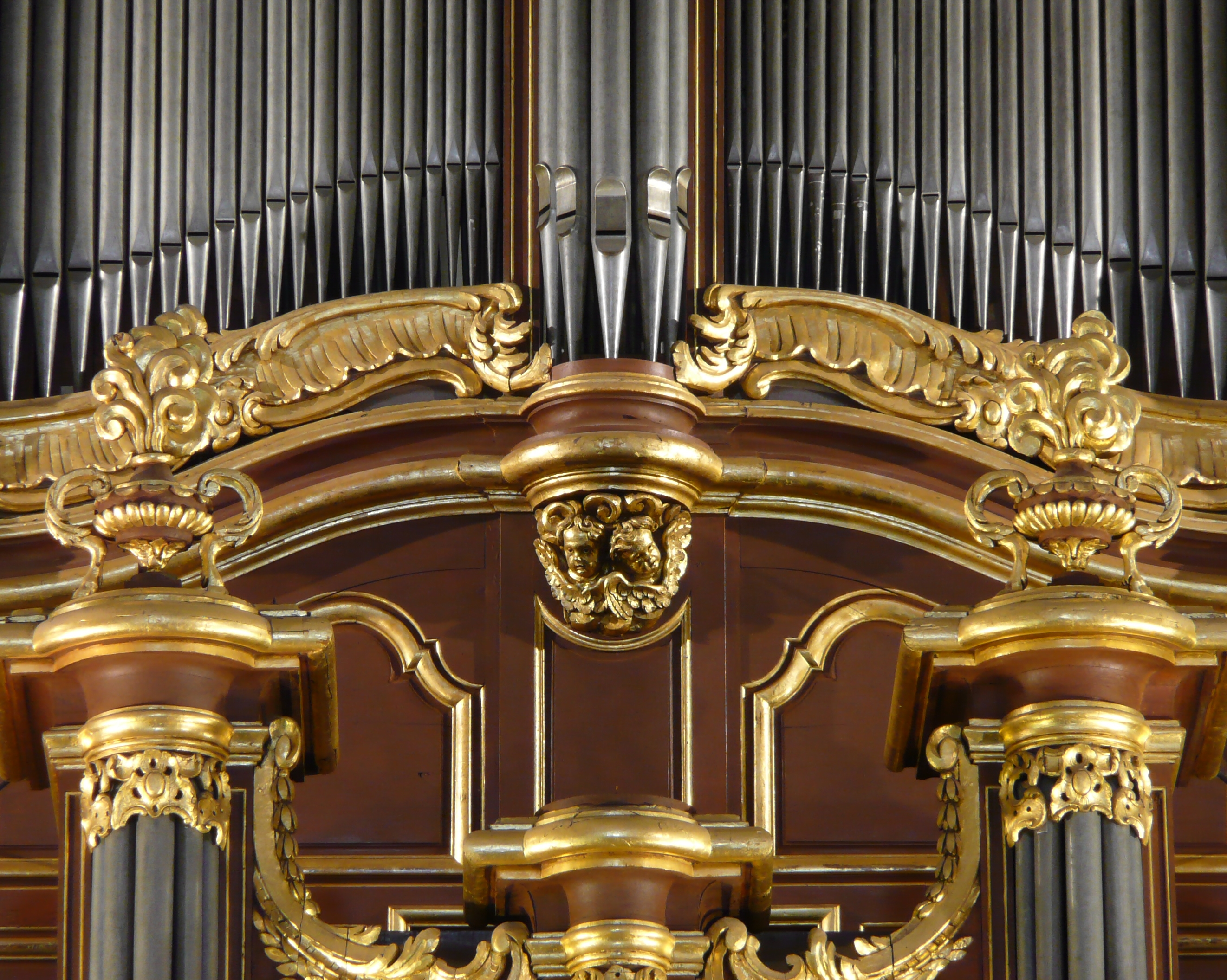
Couronnement du positif sans l'angelot central volé il y a quelques années
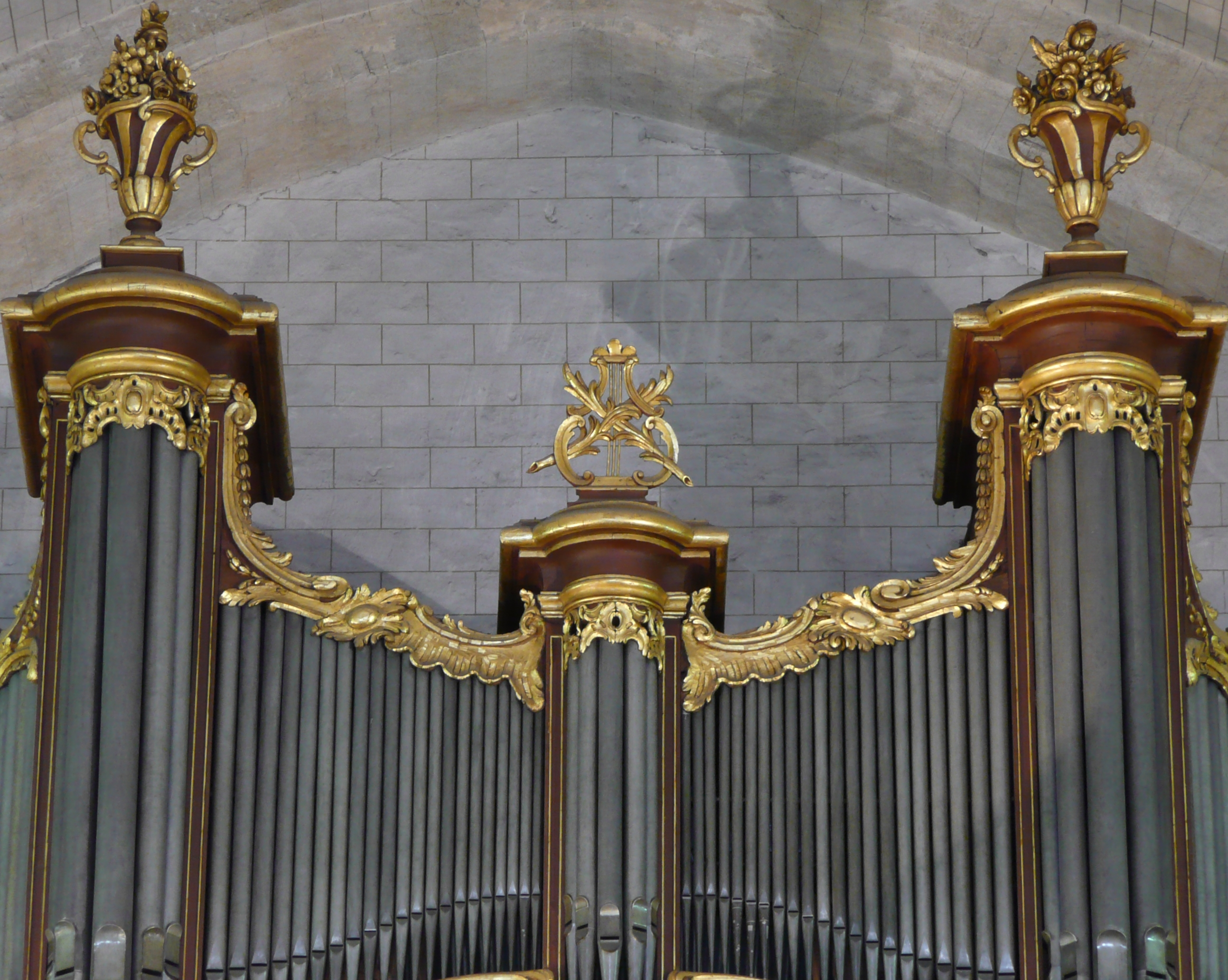
Couronnement du grand-corps
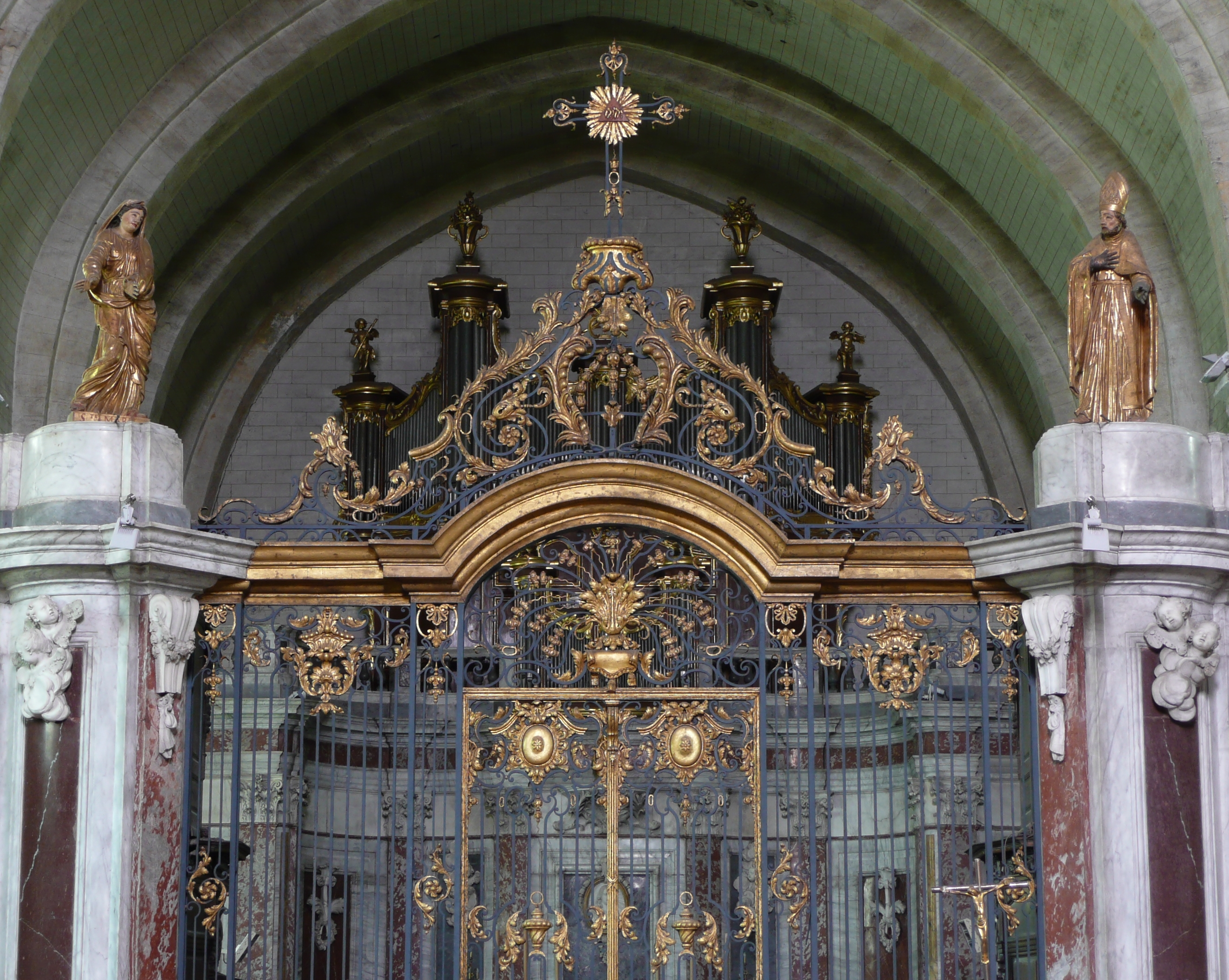
Grille de fer forgé et doré défendant le chœur
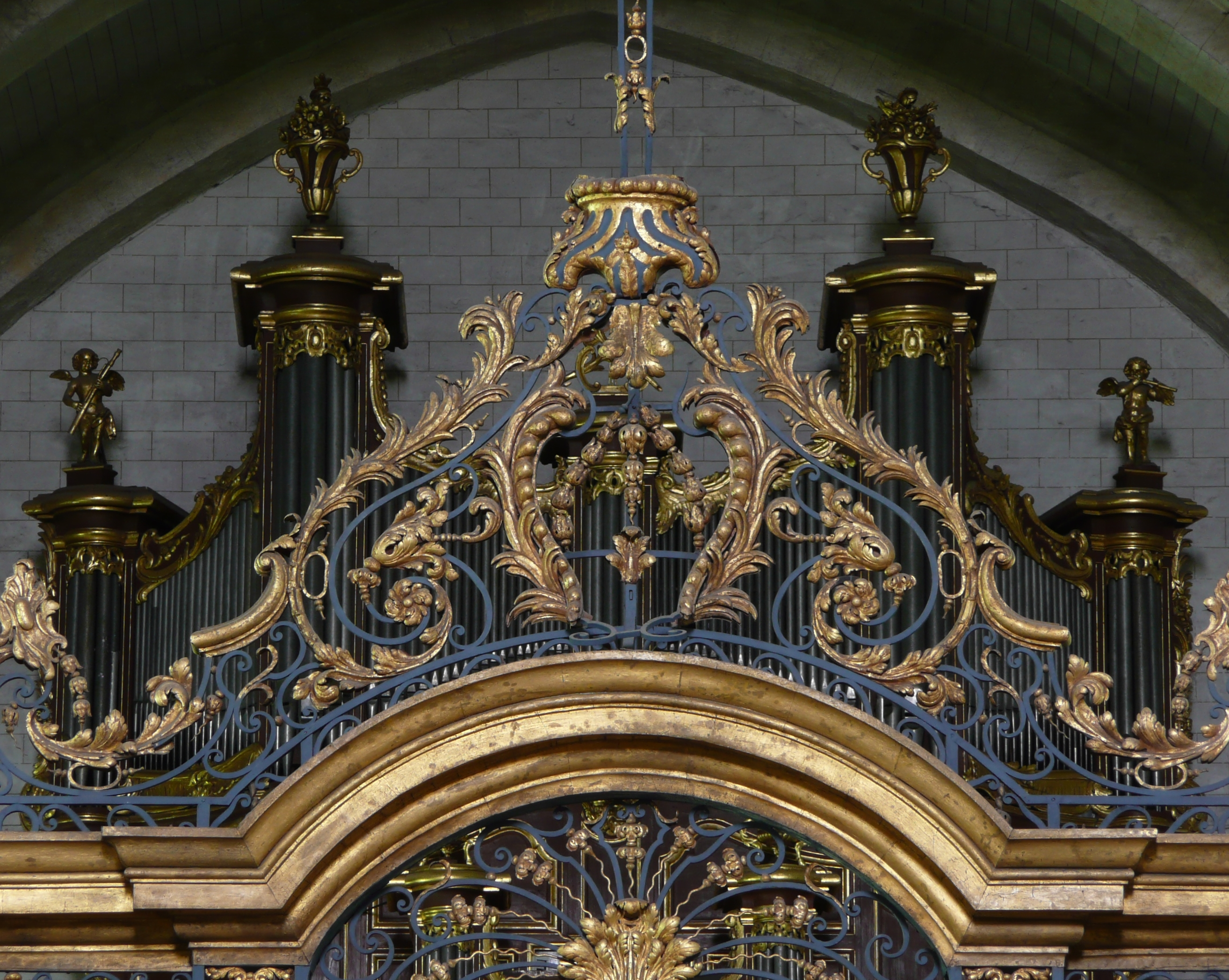
Orgue à travers la grille fermant le chœur

## Description
On ne connaît pas les auteurs du buffet à deux corps, de style Louis XV, peint en rouge et or, en harmonie avec la tribune et le maître autel dont les marbres, de Caunes (rouge griotte) et d’Italie, sont dus à Antoine Fabre maître marbrier à Montpellier et Joseph Grimes maître marbrier à Caunes en Minervois. L’ensemble du buffet est orné de guirlandes de style bordelais et les tourelles sommées d’enfants jouant de la flûte et du basson.
L’orgue contient 1993 tuyaux, 46 rangs, dans 30 jeux répartis sur 3 claviers et pédalier à la Française. 
La console en fenêtre est d’origine mais la claviature a dû être reconstruite d’après l’originale, l’accouplement Pos. sur G.O. est à tiroir. La transmission des notes se fait par une mécanique, suspendue pour le G.O. et le récit, foulante à balanciers obliques pour le positif, et avec abrégé classique pour la pédale. Le tirage des jeux est également mécanique par des tirants de registres de section carrée avec pommettes tournées et étiquettes en parchemin d’origine portant le nom des jeux. 
La tuyauterie est donc, pour la plus grande part, ancienne (sauf le dessus de la Voix humaine, un rang de mixtures du Positif et deux du G.O.). Elle a été restaurée et reclassée par Paul Manuel puis harmonisée par Barthélémy Formentelli. Le diapason ancien (la 3 à 398 Hz à 15°) a été rétabli et l’accord réalisé selon un tempérament inégal de transition : tempérament mésotonique modifié à 4 tierces pures (ut-mi, fa-la, sol-si, ré-fa#) inspiré de Dom Bedos de Celles. 
Les sommiers anciens en chêne, à gravures et registres coulissants, ont été restaurés, le Récit étant à gravures intercalées sur les sommiers du G.O. qui comportent donc à eux-deux 77 gravures. Le haut de l'arrière de la façade est occupé par 3 magnifiques pièces gravées alimentées à partir des 2 hémi-sommiers par des postages en plomb[pas clair], la centrale, incurvée, portant le Grand-Cornet du G.O., avec de part et d'autre les 2 portant la tuyauterie du Récit.
La soufflerie comprend un ventilateur électrique alimentant les réservoirs à plis parallèles de TH.Puget & Fils dans le soubassement; et il y a un tremblant doux et un tremblant fort.

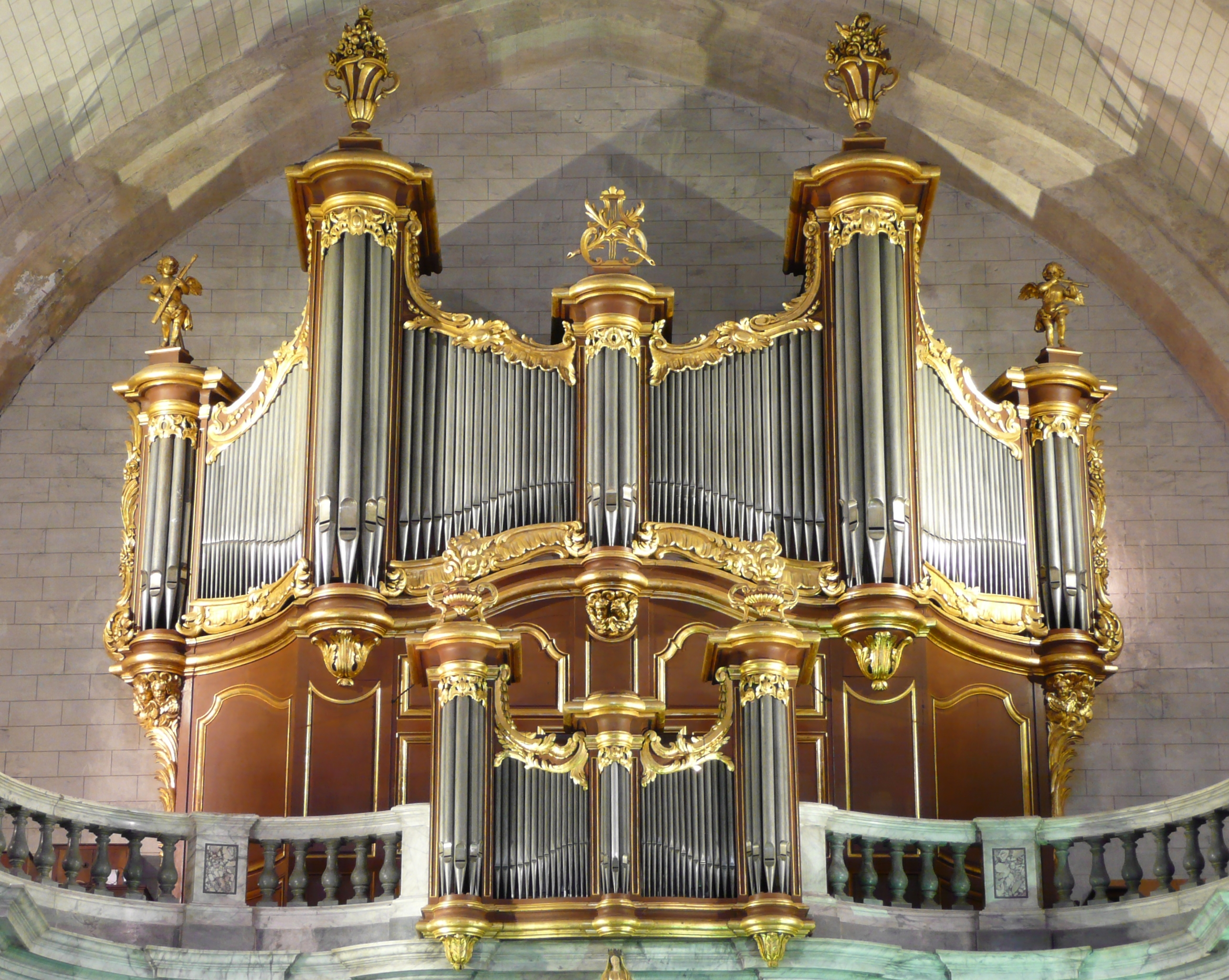
Vue d'ensemble de l'orgue avec éclairage
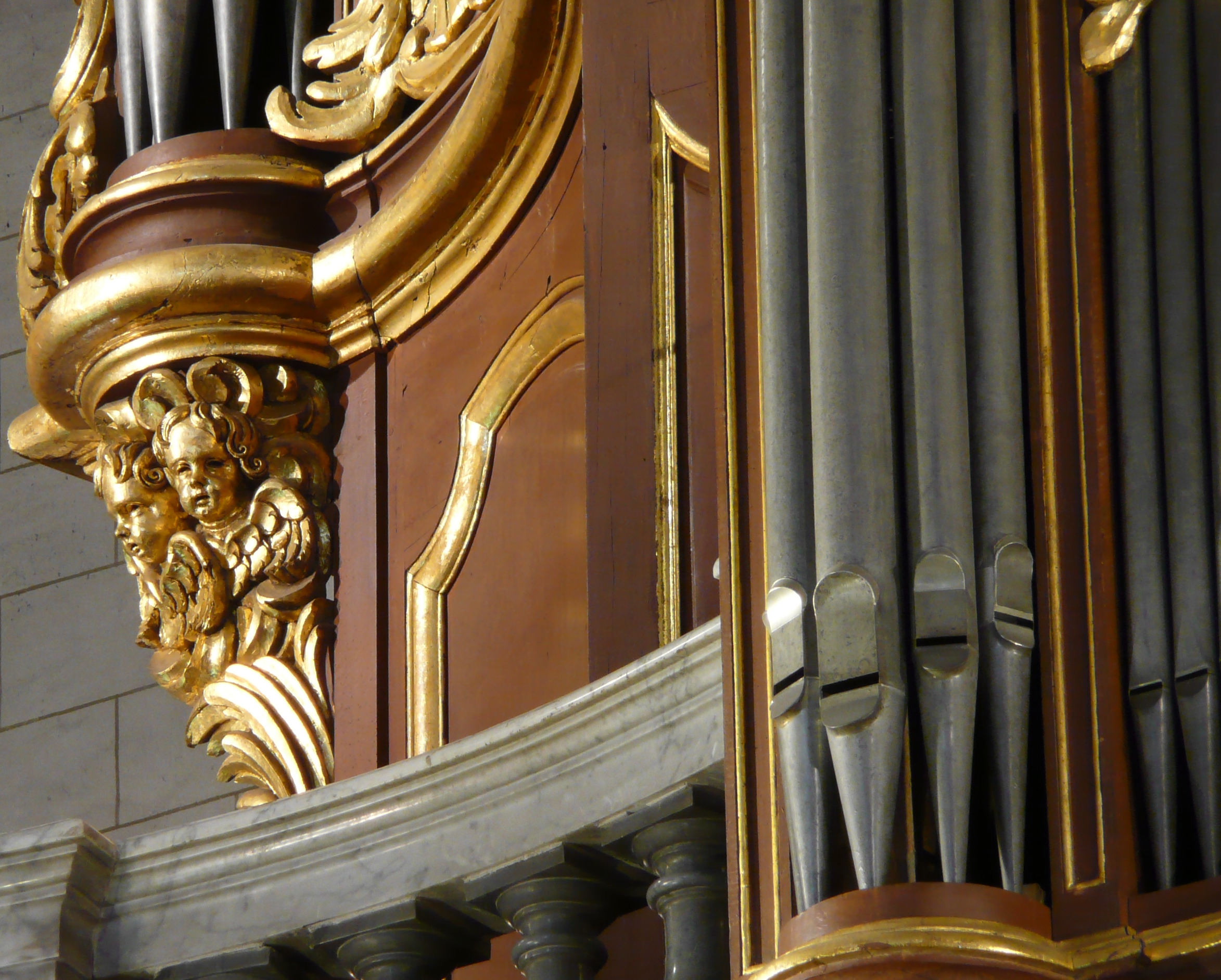
Cul-de-lampe gauche du grand-corps servant aussi d'écoinçon
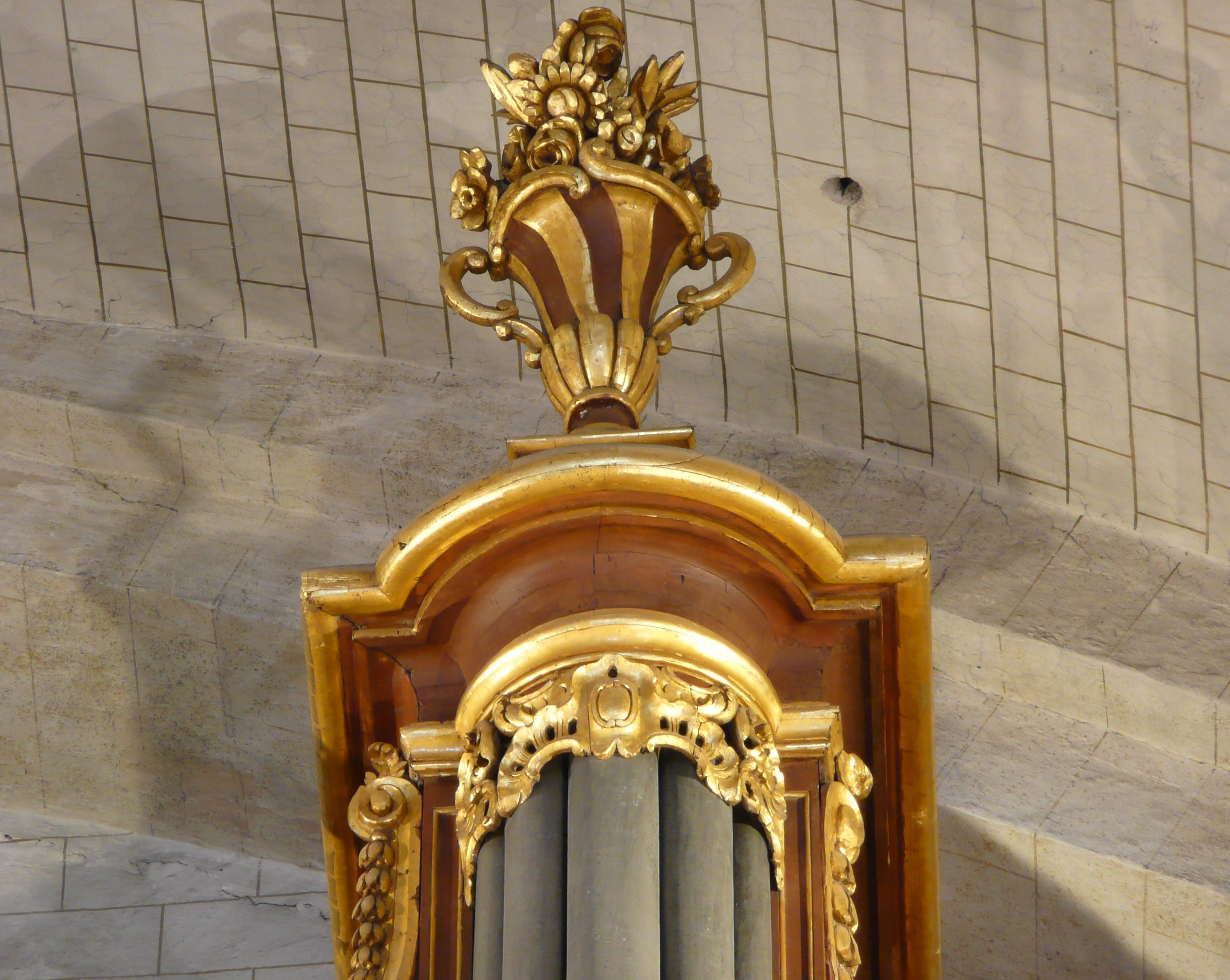
Sommet tourelle droite G.O.
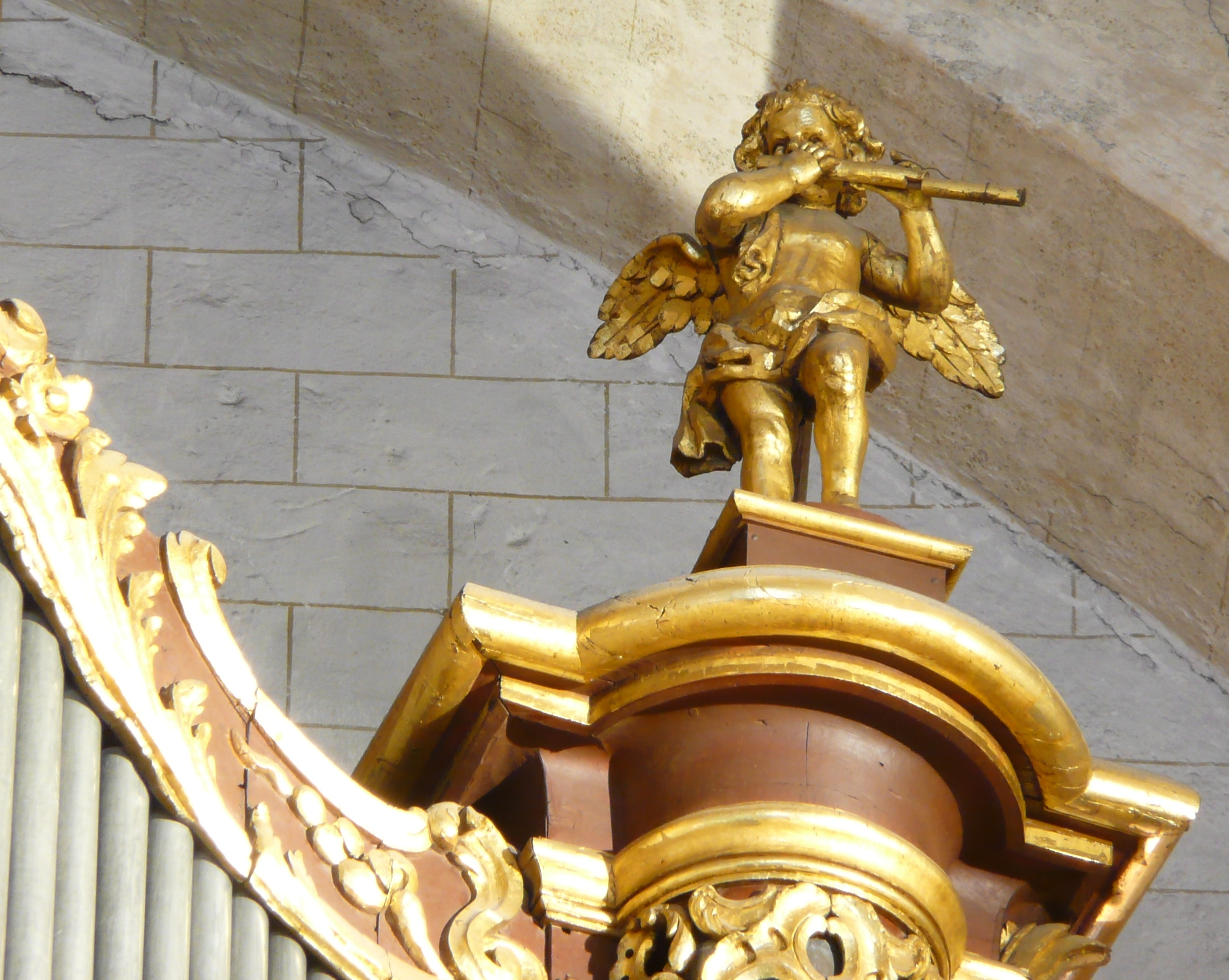
Angelot jouant de la flûte au sommet tourelle extrême droite
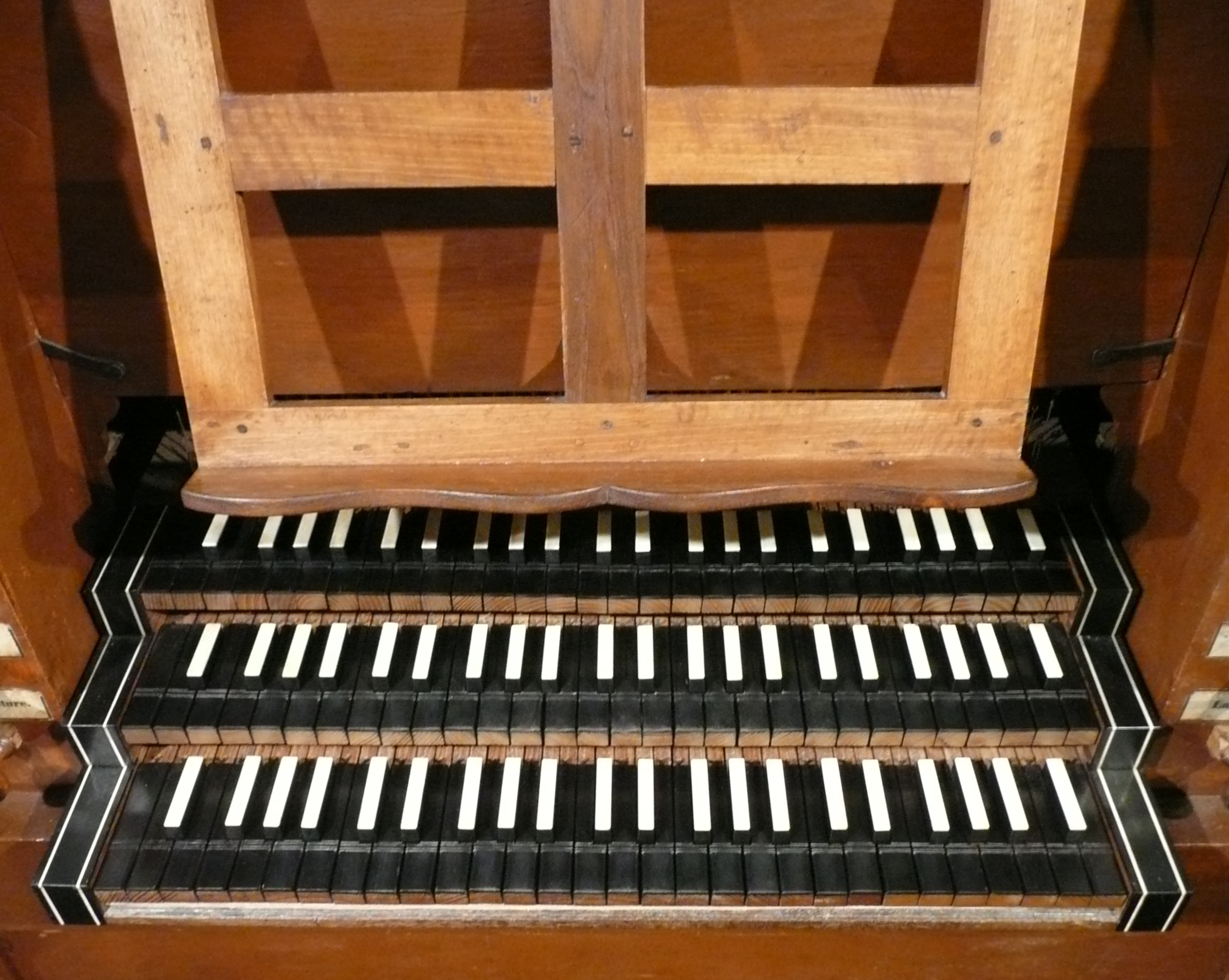
Console d'origine mais claviers refaits à l'identique
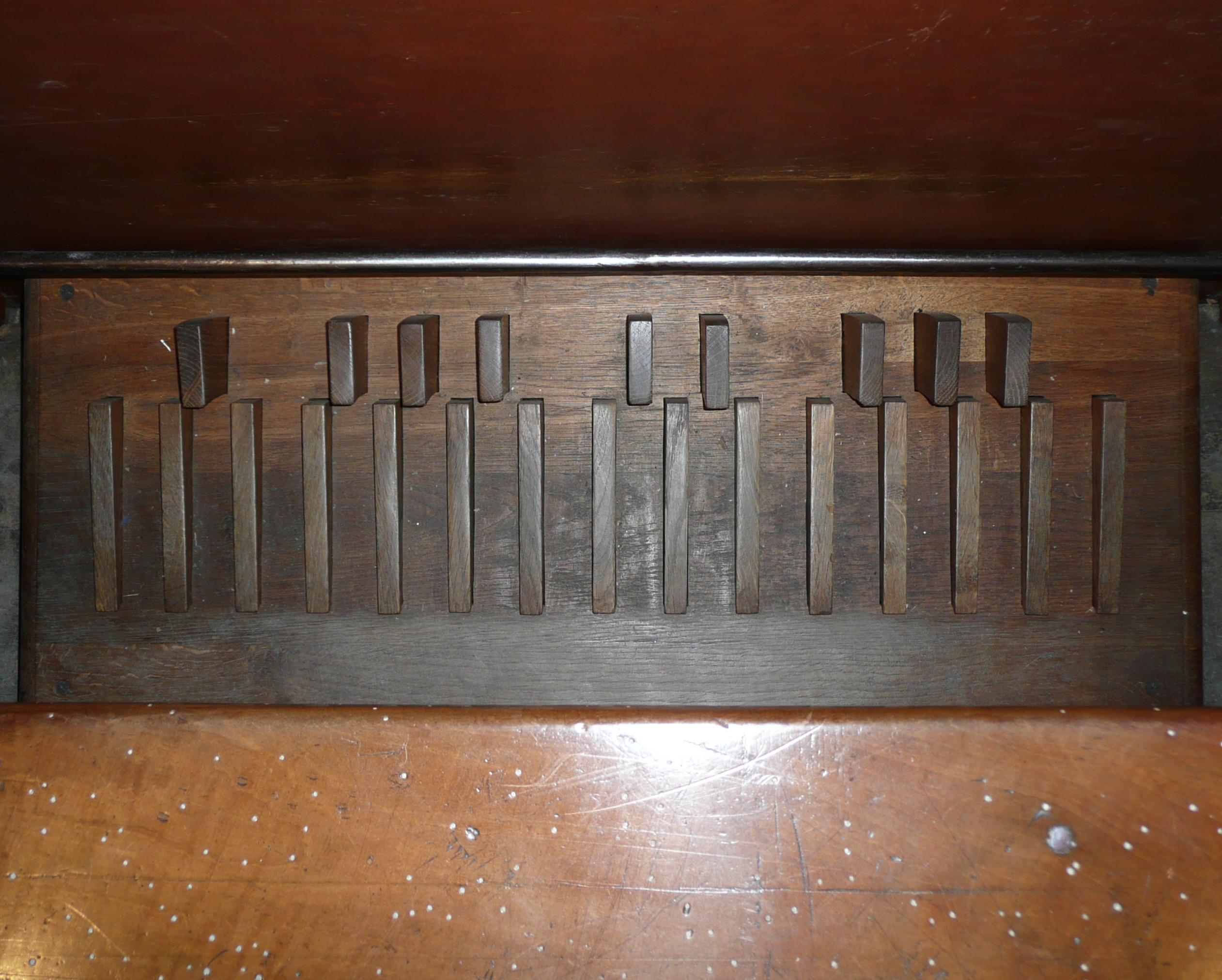
Pédalier alla Française

## Composition
| I POSITIF DORSAL              | II GRAND-ORGUE                | III RÉCIT                     |
| ----------------------------- | ----------------------------- | ----------------------------- |
| 50 notes, ut1 à ré5 sans ut#1 | 50 notes, ut1 à ré5 sans ut#1 | 27 notes, ut3 à ré5           |
| Bourdon 8'                    | Bourdon-Montre 16'            | Cornet 5 rangs                |
| Montre 4'                     | Montre 8'                     | Trompette 8'                  |
| Flûte 4'-8’                   | Bourdon 8’'                   |                               |
| Nazard 2'2/3                  | Prestant 4’                   |                               |
| Doublette 2’                  | Nazard 2’2/3                  |                               |
| Tierce 1’3/5                  | Doublette 2’                  |                               |
| Larigot 1’1/3'                | Quarte de nazard 2’           |                               |
| Fourniture III rgs            | Tierce 1’3/5                  |                               |
| Cymbale II rgs                | Fourniture IV rgs             | PÉDALE                        |
| Cromorne 8’                   | Cymbale III rgs               | 24 notes, ut1 à ut3 sans ut#1 |
|                               | Grand Cornet V rgs (ut3)      | Flûte 8’                      |
|                               | Trompette 8’                  | Flûte 4’                      |
|                               | Voix humaine 8’               | Trompette 8’                  |
|                               | Clairon 4’                    | Clairon 4’                    |

## Protection
Le buffet est classé au titre objet des monuments historiques le 15 septembre 1972 et la partie instrumentale le 9 février 1976.